# Ninox japonica
El nínox japonés (Ninox japonica) es una especie de ave estrigiforme de la familia Strigidae propia de Asia Oriental.

## Distribución
Se distribuye en el este de Rusia (Ussuriland), Corea del Norte, Corea del Sur, el norte y centro de China y Japón.

## Subespecies
Se reconocen las siguientes subespecies:
- N. j. florensis (Wallace, 1864)– en el sureste de Siberia, el noreste y este de China y el norte de Corea;
- N. j. japonica (Temminck & Schlegel, 1844)– en el sur de Corea y Japón;
- N. j. totogo Momiyama, 1931– en las islas Ryukyu y Taiwán.